# Project Mc2
Project Mc2 (pronunciato Project MC Squared) è una serie tv americana prodotta da DreamWorks Animation e MGA Entertainment, e rilasciata in tutto il mondo come prodotto originale Netflix. La serie, che combina elementi di commedia e avventura, segue le avventure di quattro ragazze super-intelligenti e dotate di abilità scientifiche, reclutate da un'organizzazione segreta chiamata NOV8, dedicata a proteggere il mondo attraverso l'innovazione e la scienza.

## Trama

### Prima stagione
La serie Project Mc2 segue le avventure di McKeyla McAlister, un'adolescente brillante che lavora come agente segreto per la NOV8 (pronunciata "Innovate"), un'organizzazione governativa segreta dedicata a promuovere le ragazze nel campo delle STEM (scienza, tecnologia, ingegneria e matematica). McKeyla, che si trova a dover affrontare la sfida di avere sua madre come capo, riesce a farsi tre nuove amiche: Adrienne, una chimica culinaria spagnola; Bryden, un'esperta di tecnologia; e Camryn, un'ingegnera con un alto quoziente intellettivo. 
Insieme, le quattro ragazze formano un team affiatato e intraprendono una missione audace: salvare un principe, Xander, rapito durante un viaggio spaziale. Utilizzando le loro competenze scientifiche e il lavoro di squadra, affrontano una serie di sfide per sventare i piani malvagi di un misterioso antagonista. Durante il loro percorso, non solo imparano a utilizzare la scienza per risolvere problemi complessi, ma scoprono anche l'importanza dell'amicizia e della fiducia reciproca.
Alla fine della stagione, dopo aver dimostrato il loro valore e le loro abilità, McKeyla e le sue amiche vengono ufficialmente accolte nella NOV8, segnando l'inizio di una nuova avventura che le porterà a esplorare ulteriori misteri e a combattere contro minacce globali. La serie non solo intrattiene, ma ispira anche le giovani spettatrici a credere nel potere della scienza e dell'intelligenza.

### Seconda stagione
Nella seconda stagione la trama di Project Mc2 si arricchisce con una nuova avventura che coinvolge le giovani agenti della NOV8. In questa stagione, un misterioso villain noto come Retro inizia a creare effetti devastanti sulla tecnologia della città, causando panico e confusione. McKeyla McAlister e le sue amiche, Adrienne, Bryden e Camryn, decidono di indagare su questo fenomeno inquietante. Dopo essere state messe in punizione per un malinteso, le ragazze sfruttano l'occasione per osservare un sospettato.
Inizialmente, i loro sospetti ricadono su Carson Lazarus, ma ben presto si rendono conto che non è lui il colpevole. McKeyla, spinta dalla determinazione e dalla curiosità, decide di indagare da sola. Tuttavia, le sue amiche non rimangono a guardare: con l'aiuto delle nuove compagne Devon ed Ember, riescono a scoprire i piani di Retro.
Durante le indagini, McKeyla è tormentata da una preoccupazione personale: la sua sorella maggiore, Maddy, è stata avvistata nel nascondiglio di Retro e teme che sia diventata malvagia. Questo conflitto interiore aggiunge tensione alla missione. Nonostante le paure di McKeyla, il gruppo riesce a sconfiggere Retro grazie alle loro abilità scientifiche e al lavoro di squadra. Alla fine della stagione, Ember viene ufficialmente accolta nel team della NOV8, promettendo nuove avventure e sfide da affrontare insieme.

### Terza stagione
Nella terza stagione di Project Mc2, le ragazze si uniscono a McKeyla nella sua missione per ritrovare sua sorella, Maddy, scomparsa misteriosamente. Maddy, che si è unita a un'organizzazione segreta, potrebbe essere in pericolo e McKeyla è determinata a riportarla a casa. Nel frattempo, la città è in fermento per il ritorno della famosa band EliTe, che si esibirà in una serie di concerti. Questo evento attira l'attenzione di molti, e le ragazze non possono resistere all'opportunità di partecipare.
Bryden e Camryn decidono di iscriversi a un'importante competizione musicale legata ai concerti della band, sperando di farsi notare e magari ottenere un'opportunità unica. Mentre si preparano per le audizioni, le ragazze affrontano sfide personali e professionali, imparando a bilanciare la loro vita da agenti segreti con le aspirazioni artistiche.
Le audizioni si rivelano più intense del previsto, e l'ansia aumenta quando McKeyla scopre che Retro potrebbe essere coinvolto nel rapimento di Maddy. Con l'aiuto delle loro nuove amiche Devon ed Ember, il gruppo deve lavorare insieme per risolvere il mistero e salvare Maddy, mentre Bryden e Camryn cercano di brillare sul palco.
Questa stagione non solo esplora l'amicizia e la collaborazione tra le ragazze, ma affronta anche temi come la crescita personale e la ricerca della propria identità in un mondo pieno di sfide. Alla fine, le ragazze non solo troveranno Maddy, ma rafforzeranno anche i legami che le uniscono, dimostrando che insieme possono affrontare qualsiasi avversità.

### Quarta stagione
Nella quarta stagione di Project Mc2, le avventure delle giovani agenti della NOV8 continuano con nuove sfide e misteri da risolvere. La stagione riprende direttamente dal finale della terza, dove McKeyla e le sue amiche si trovano in una situazione difficile, catturate e rinchiuse in un furgone. Con ingegno e determinazione, le ragazze elaborano un piano per fuggire, rivelando che si trovano nel quartiere generale della NOV8.
Mentre cercano di tornare in carreggiata, McKeyla deve affrontare anche la questione di sua sorella Maddy, che ha preso parte a un'organizzazione segreta e potrebbe essere coinvolta in eventi inquietanti. La tensione aumenta quando scoprono che la loro missione è legata a una serie di furti misteriosi che minacciano la sicurezza della città.
Durante la stagione, le ragazze non solo si concentrano sulle loro abilità scientifiche per risolvere i problemi, ma devono anche affrontare dinamiche interpersonali e sfide emotive. Nuove alleanze si formano, con l'introduzione di personaggi come Devon ed Ember, che portano fresche idee e competenze nel gruppo.
Con episodi ricchi di azione, umorismo e momenti di crescita personale, la quarta stagione esplora temi come l'amicizia, la lealtà e il potere della collaborazione. Alla fine della stagione, dopo aver affrontato numerose avventure e aver sventato minacce significative, le ragazze consolidano il loro ruolo come agenti segreti e amiche inseparabili, pronte per affrontare nuove sfide nel futuro.

### Quinta stagione
Nella quinta stagione di Project Mc2, le avventure delle giovani agenti della NOV8 continuano con una nuova e avvincente missione. La stagione si apre con le ragazze che devono infiltrarsi nella Space Inc. dopo che la NOV8 ha scoperto un piano per rubare una nanotecnologia innovativa sviluppata dal professor Kato. Questo furto potrebbe avere conseguenze devastanti, quindi McKeyla, Bryden, Camryn e Adrienne si preparano a fermare i malintenzionati.
Durante l'indagine, McKeyla e Devon si recano a casa del professor Kato per raccogliere ulteriori informazioni, ma un imprevisto accade: inavvertitamente attivano una bomba che esplode, mettendo in pericolo le loro vite e complicando ulteriormente la missione. Le ragazze devono quindi non solo affrontare il furto della nanotecnologia, ma anche gestire le conseguenze della loro azione e trovare un modo per disinnescare la situazione.
La stagione è caratterizzata da momenti di tensione, umorismo e scoperte scientifiche, mentre le ragazze si confrontano con le loro paure e imparano a lavorare insieme in modo ancora più efficace. Con il supporto delle nuove alleate Devon ed Ember, il gruppo affronta sfide che mettono alla prova le loro abilità e la loro amicizia.
Alla fine della stagione, dopo aver superato numerosi ostacoli e aver dimostrato il loro valore come agenti segreti, le ragazze consolidano il loro legame e si preparano per nuove avventure future. La stagione non solo intrattiene con azione e suspense, ma continua a promuovere messaggi positivi sull'importanza dell'intelligenza femminile nelle STEM e sul potere dell'amicizia.

### Sesta stagione
Nella sesta stagione di Project Mc2, le avventure delle giovani agenti della NOV8 si intensificano con un nuovo e avvincente caso. La stagione inizia con un evento drammatico: durante la celebrazione del lancio di un nuovo programma da parte di Bobby Stone, il fondatore della Stone Water e Stone Acres, un attentato esplosivo costringe lui e i suoi dipendenti a evacuare l'edificio. Le ragazze, McKeyla, Bryden, Camryn, Adrienne, Devon ed Ember, si mobilitano prontamente per indagare sull'accaduto.
Le indagini rivelano che il gruppo di attivisti SPIN, noto per la sua opposizione all'uso della plastica, potrebbe essere coinvolto nell'attentato. Le ragazze devono affrontare una serie di sfide mentre cercano di scoprire la verità dietro l'attacco e prevenire ulteriori minacce. La tensione aumenta quando si rendono conto che le loro abilità scientifiche e il lavoro di squadra sono essenziali per risolvere il mistero.
Parallelamente alle missioni di spionaggio, la stagione esplora anche le dinamiche personali tra i personaggi. McKeyla affronta la sua relazione con Kyle, culminando in una riconciliazione romantica che aggiunge un ulteriore strato di emozione alla trama.
Con episodi ricchi di azione, umorismo e momenti toccanti, la sesta stagione non solo intrattiene ma continua a promuovere messaggi positivi sull'importanza della collaborazione femminile e delle STEM. Alla fine della stagione, le ragazze riescono a sventare i piani di SPIN e a garantire la sicurezza della comunità, dimostrando ancora una volta che insieme possono affrontare qualsiasi sfida.

## Personaggi

### Protagonisti
- McKeyla McAlister (interpretata da Mika Abdalla): capo del gruppo e agente della NOV8.
- Adrienne Attoms (interpretata da Victoria Vida): chimica culinaria spagnola.
- Bryden Bandweth (interpretata da Genneya Walton): esperta d'informatica.
- Camryn Coyle (interpretata ad Ysa Penarejo): ingegnere con un alto quoziente intellettivo.
- Devon D'Marco (interpretata da Alyssa Lynch): nuova arrivata, amante dell'arte.
- Ember Evergreen (interpretata da Belle Shouse): esperta di botanica e nuova agente della NOV8.

### Altri personaggi
- The Quail (interpretata da Danica McKellar): membro della NOV8 e la mamma di McKeyla.[2]

## Episodi
| Stagione         | Episodi |
| ---------------- | ------- |
| Prima stagione   | 3       |
| Seconda stagione | 6       |
| Terza stagione   | 6       |
| Quarta stagione  | 1       |
| Quinta stagione  | 5       |
| Sesta stagione   | 5       |

### Prima stagione
| n° | Titolo                         | Pubblicazione USA | Pubblicazione Italia | Durata    |
| -- | ------------------------------ | ----------------- | -------------------- | --------- |
| 1  | La nuova arrivata              | 7 agosto 2015     | 22 ottobre 2015      | 27 minuti |
| 2  | Agenti segreti                 | 7 agosto 2015     | 22 ottobre 2015      | 29 minuti |
| 3  | Ora essere intelligenti è cool | 7 agosto 2015     | 22 ottobre 2015      | 28 minuti |

### Seconda stagione
| n° | n° | Titolo             | Pubblicazione  | Durata    |
| -- | -- | ------------------ | -------------- | --------- |
| 4  | 1  | Ritorno alla base  | 12 agosto 2016 | 24 minuti |
| 5  | 2  | C'è poco da ridere | 12 agosto 2016 | 26 minuti |
| 6  | 3  | Rifiuti utili      | 12 agosto 2016 | 23 minuti |
| 7  | 4  | Missione alla diga | 12 agosto 2016 | 22 minuti |
| 8  | 5  | È finita           | 12 agosto 2016 | 24 minuti |
| 9  | 6  | Missione possibile | 12 agosto 2016 | 26 minuti |

### Terza stagione
| n° | n° | Titolo                    | Pubblicazione   | Durata    |
| -- | -- | ------------------------- | --------------- | --------- |
| 10 | 1  | Dov'è Maddy?              | 14 ottobre 2016 | 25 minuti |
| 11 | 2  | Gli orsetti gommosi       | 14 ottobre 2016 | 24 minuti |
| 12 | 3  | Viva i ragni!             | 14 ottobre 2016 | 23 minuti |
| 13 | 4  | La traccia segreta        | 14 ottobre 2016 | 24 minuti |
| 14 | 5  | Smascherare Eli           | 14 ottobre 2016 | 22 minuti |
| 15 | 6  | L'orecchio di Kragen Vexx | 14 ottobre 2016 | 27 minuti |

### Quarta stagione
| n° | n° | Titolo              | Pubblicazione    | Durata    |
| -- | -- | ------------------- | ---------------- | --------- |
| 16 | 1  | Una seccatura reale | 14 febbraio 2017 | 34 minuti |

### Quinta stagione
| n° | n° | Titolo                                     | Pubblicazione     | Durata    |
| -- | -- | ------------------------------------------ | ----------------- | --------- |
| 17 | 1  | Se Fallisci Su Marte Ti Sentiranno Gridare | 15 settembre 2017 | 24 minuti |
| 18 | 2  | Nanobot, Souffle, e…                       | 15 settembre 2017 | 22 minuti |
| 19 | 3  | Aria Cattiva                               | 15 settembre 2017 | 24 minuti |
| 20 | 4  | Passiamo Alle Mani                         | 15 settembre 2017 | 23 minuti |
| 21 | 5  | Fluido in Libertà                          | 15 settembre 2017 | 24 minuti |

### Sesta stagione
| n° | n° | Titolo                        | Pubblicazione   | Durata    |
| -- | -- | ----------------------------- | --------------- | --------- |
| 22 | 1  | Stone Acres e il Posto Giusto | 7 novembre 2017 | 23 minuti |
| 23 | 2  | Fumo negli Occhi              | 7 novembre 2017 | 24 minuti |
| 24 | 3  | Zorro Uno, Zorro Due          | 7 novembre 2017 | 24 minuti |
| 25 | 4  | L’Acqua Di Bobby Stone        | 7 novembre 2017 | 22 minuti |
| 26 | 5  | Un Affare Di Famiglia         | 7 novembre 2017 | 24 minuti |

## Produzione
Il 6 aprile 2016, Netflix ha annunciato il rinnovamento della serie per una seconda stagione, rilasciata il 12 agosto 2016 e una terza stagione, rilasciata il 14 ottobre 2016.
Il 24 gennaio 2017 la serie è stata rinnovata per una quarta stagione e l'8 febbraio 2017 per una quinta, rilasciata il 15 settembre 2017. Il 14 febbraio 2017 è stato pubblicato un episodio speciale in occasione di San Valentino, che costituisce, di fatto, il primo episodio della quarta stagione. La sesta stagione è stata rilasciata il 7 novembre 2017.

## Bambole
Nel 2015 sono state create delle bambole ispirate alle protagoniste della serie, rinnovate nel 2016, visto l'arrivo di nuovi personaggi dopo il rilascio della seconda stagione.